# Bistum Pistoia
Das Bistum Pistoia (lateinisch Dioecesis Pistoriensis, italienisch Diocesi di Pistoia) ist eine in Italien gelegene römisch-katholische Diözese mit Sitz in Pistoia.

## Geschichte

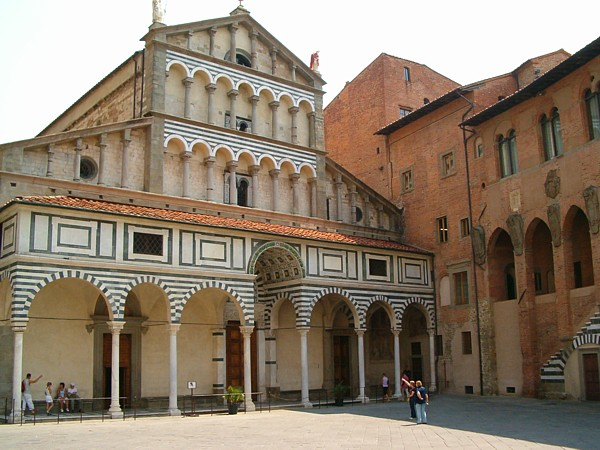
Kathedrale San Zeno in Pistoia

Das Bistum Pistoia wurde im 3. Jahrhundert errichtet und dem Heiligen Stuhl direkt unterstellt. Am 10. Mai 1419 wurde das Bistum Pistoia dem Erzbistum Florenz als Suffraganbistum unterstellt. Das Bistum Pistoia war von 22. September 1653 bis 25. Januar 1954 Aeque principaliter mit dem Bistum Prato vereinigt. Das Priesterseminar des Bistums Pistoia wurde im Jahre 1690 errichtet.
Am 14. Oktober 2023 verfügte Papst Franziskus die Vereinigung des Bistums Pescia in persona episcopi mit dem Bistum Pistoia. Bischof der so vereinigten Bistümer wurde der Bischof von Pistoia, Fausto Tardelli.